# Хаяма (Канаґава)

35°16′19″ пн. ш. 139°35′11″ сх. д. / 35.27194° пн. ш. 139.58639° сх. д.
Хая́ма (яп. 葉山町, はやままち, МФА: [hajama mat͡ɕi̥]) — містечко в Японії, в повіті Міура префектури Канаґава. Станом на 1 квітня 2009 площа містечка становила 17,06 км². Станом на 1 липня 2011 населення містечка становило 32 815 осіб.

## Освіта
- Університет перспективних досліджень